# Лепеница (река в Сърбия)
Вижте пояснителната страница за други значения на Лепеница.
Лепеница е река в Шумадия и Поморавието (в Долноморавската котловина след Баграданската клисура) – най-дългия, ляв и пълноводен приток на Велика Морава. Извира от върха Столица край Голочело в Гледачките планини, като в горното си течение протича в посока югозапад-североизток през Крагуевачката котловина, а в долното, след връх Шупла, през Бадневачката котловина в посока запад-изток, преди да се влее в Морава.
Дължината ѝ е 48 km, а до голямото наводнение през 1897 година е било 60 km. При наводнението коритото на реката се измества на изток, с което дължината ѝ се скъсява с 12 km. Преди наводнението реката е протичала на север покрай Лапово и Марково успоредно на Велика Морава, а сега се влива в Морава край Милковия манастир.
Региона по течението на реката също се нарича Лепеница, като тъждествено се подразделя на Горна Лепеница и Долна Лепеница.